# Glochidium

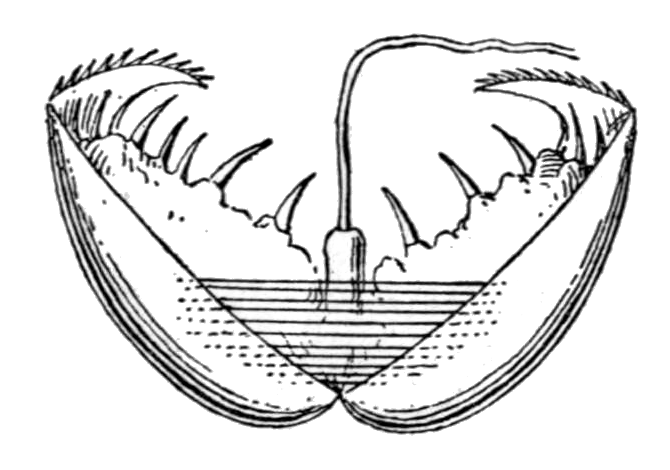
Glochidium (Große Teichmuschel)

Als Glochidium bezeichnet man die an Fischen schmarotzende Larve der Familien Fluss- und Teichmuscheln (Unionidae) und Flussperlmuscheln (Margaritiferidae) in der Ordnung Unionida. Die in den Kiemen der Muschelweibchen (z. B. der Großen Teichmuschel) befruchteten Eier wachsen in Marsupien zu Glochidien heran. Diese verankern sich mit Häkchen und Klebefäden an den Schalenklappen. Nach einiger Zeit setzen sie sich ins freie Wasser ab, indem sie sich durch Bewegungen ihrer Schale fortbewegen. Die Glochidien heften sich dann an einen Fisch, wo sie zwei bis drei Monate schmarotzend in den Kiemen oder an den Flossen ihres Wirtes leben. Dort entwickeln sie sich fort und fallen anschließend zu Boden. Erst dann entwickeln sie sich weiter zu einer filtrierenden Muschel.